# دماغ متوسط
الدماغ المتوسط (باللاتينية: mesencephalon) أو (بالإنجليزية: Midbrain)‏ هو قسم من أقسام الجهاز العصبي المركزي والذي يرتبط بالرؤية والسمع والتحكم الحركي والنوم واليقظة وتنظيم درجة حرارة الجسم. وهو أقصر أجزاء جذع الدماغ ويقع بين الجسر من أسفل والدماغ البيني من أعلى. يحتوي الدماغ المتوسط على نواى للأعصاب القحفية الثالث والرابع.
تشريحياً، يتكون الدماغ المتوسط من:
- السقف (باللاتينية: tectum) (أو الأجسام رباعية التوائم (باللاتينية: corpora quadrigemina))
- السقيفة (باللاتينية: tegmentum)
- تجويف الدماغ المتوسط (باللاتينية: mesocoelia) ويسمى أيضاً المعبر (باللاتينية: iter)
- السويقة الدماغية (بالإنجليزية: cerebral peduncle)‏
- مجموعة من النوى والحزم العصبية

يجاور الدماغ المتوسط ذيلياً (بالإنجليزية: Caudally)‏ (أي باتجاه الذيل) الجسر ويجاور الدماغ المتوسط منقارياً (أي باتجاه المنقار، والمقصود بالمنقار الوجه) الدماغ البيني (الذي يحوي المهاد والوطاء...). يقع الدماغ المتوسط تحت القشرة المخية وفوق الدماغ الخلفي، مما يجعل الدماغ المتوسط يقع بالضبط في مركز الدماغ.

ويكون مكعباً من أربعة أسطح:
- السطح الأمامي:

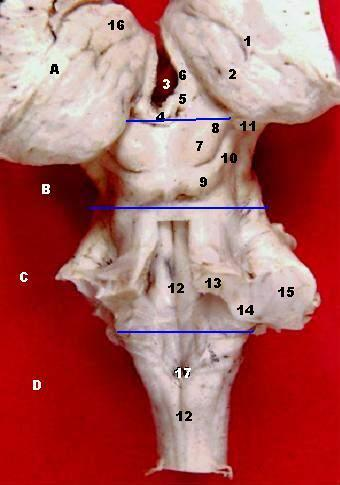
صورة خلفية لجذع الدماغ والمهاد يوضح الدماغ المتوسط (المنطقة B) وبعض أجزائه مثل:
7-الأكمية العليا
8-عضد الأكمية العليا
9-الأكمية السفلى
10-عضد الأكمية السفلى
11-الجسم الركبي الأنسي

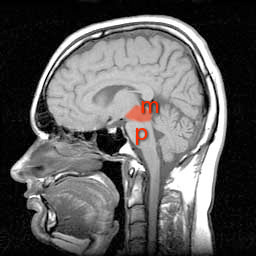
مسح التصوير بالرنين المغناطيسي للدماغ البشري مع تحديدالدماغ المتوسط

يتكون من سويقتان مخيتان وهما عبارة عن حزم من الألياف التي تحمل الموصلات العصبونية من الدماغ إلى الحبل الشوكي
- سطح جانبي:
  - سقف (تشرح عصبي) Tectum
  - السقيفة Tegmentum
  - قاعدة السويقة peduncli
  - برتيكتوم Pretectum
  - مسال دماغي cerebral aqueduct
- سطح خلفي:
  - نتوء علوي على كل جانب
  - نتوء سفلي على كل جانب| جهاز عصبي مركزي | دماغ      | دماغ أمامي | الدماغ الانتهائي (المخ)                                                                  | دماغ شمي Rhinencephalon، أميغدالا = لوزة عصبية Amygdala، حصين، قشرة جديدة، بطينات جانبية                          | دماغ شمي Rhinencephalon، أميغدالا = لوزة عصبية Amygdala، حصين، قشرة جديدة، بطينات جانبية                          |
| جهاز عصبي مركزي | دماغ      | دماغ أمامي | دماغ بيني                                                                                | مهيد Epithalamus، مهاد ، الوطاء أو تحت المهاد , مهاد تحتاني Subthalamus، غدة نخامية ، غدة صنوبرية ، البطين الثالث | مهيد Epithalamus، مهاد ، الوطاء أو تحت المهاد , مهاد تحتاني Subthalamus، غدة نخامية ، غدة صنوبرية ، البطين الثالث |
| جهاز عصبي مركزي | دماغ      | دماغ متوسط | سقف (تشرح عصبي) Tectum، سويقة مخية Cerebral peduncle، برتيكتوم Pretectum، المسال الدماغي | سقف (تشرح عصبي) Tectum، سويقة مخية Cerebral peduncle، برتيكتوم Pretectum، المسال الدماغي                          | |
| جهاز عصبي مركزي | دماغ      | دماغ خلفي  | دماغ تالي                                                                                | المخيخ، الجسر | |
| جهاز عصبي مركزي | دماغ      | دماغ خلفي  | دماغ بصلي                                                                                | النخاع المستطيل                                                                                                   | |
| جهاز عصبي مركزي | نخاع شوكي |            |                                                                                          | | |

## البنية
يتكون الدماغ المتوسط من البنى الرئيسية التالية: سقف الدماغ المتوسط، والقناة الدماغية (تجويف الدماغ المتوسط)، والسقيفة، والسويقة الدماغية. يجاور الدماغ المتوسط كل من المهاد والوطاء من الأسفل، والجسر والنخاع الشوكي والمخيخ من الخلف. يُقسم الدماغ المتوسط عموديًا إلى مستويين، أحدهما على مستوى الأكيمة العلوية، والثاني على مستوى الأكيمة السفلية.

### سقف الدماغ المتوسط
سقف الدماغ المتوسط هو الجانب الظهري من الدماغ المتوسط. تشارك هذه المنطقة في ردود فعل معينة استجابةً للمنبهات البصرية أو السمعية، وتمر فيها مسارات عصبية حسية وحركية تلعب دورًا هامًا في تنظيم الاستجابات الحركية للجسم. تُرسل الأكيمة العلوية الإشارات العصبية إلى النواة الركابية الجانبية في الطرف المقابل، وتوجد مثل هذه الاتصالات العصبية عند الفقاريات مثل الأسماك والبرمائيات، وتكون وظيفة سقف الدماغ المتوسط عند هذه الكائنات بدمج التنبيهات الحسية الواردة من العين وبعض التنبيهات العصبية السمعية. أما الأكيمة السفلية فتوجد فوق العصب البكري مباشرة فتلعب دورًا أساسيًا في معالجة التنبيهات السمعية ونقلها.

### القناة الدماغية
القناة الدماغية جزء من الجهاز البطيني الذي يربط بين البطين الثالث والبطين الرابع، وهي مسؤولة عن تأمين اتصال السائل الدماغ الشوكي الموجود في البطينات. تتميز القناة الدماغية بأنها قناة ضيقة تقع بين سقف الدماغ المتوسط والسقيفة الدماغية، وتحيط بها المادة الرمادية. تقع النوى الدماغية القاعدية التي تُفرز السيروتونين استجابة لأنشطة عصبية معينة في الجانب السفلي من القناة الدماغية على مستوى الأكيمة السفلية. وتقع نوى زوجين من الأعصاب القحفية في الجانب السفلي من القناة الدماغية وهي: نوى العصب المحرك العيني (الذي يتحكم في حركة الأجفان ومعظم حركات العين) ونوى العصب البكري (الذي يتحكم في تركيز الرؤية على الأجسام القريبة).

## التطور

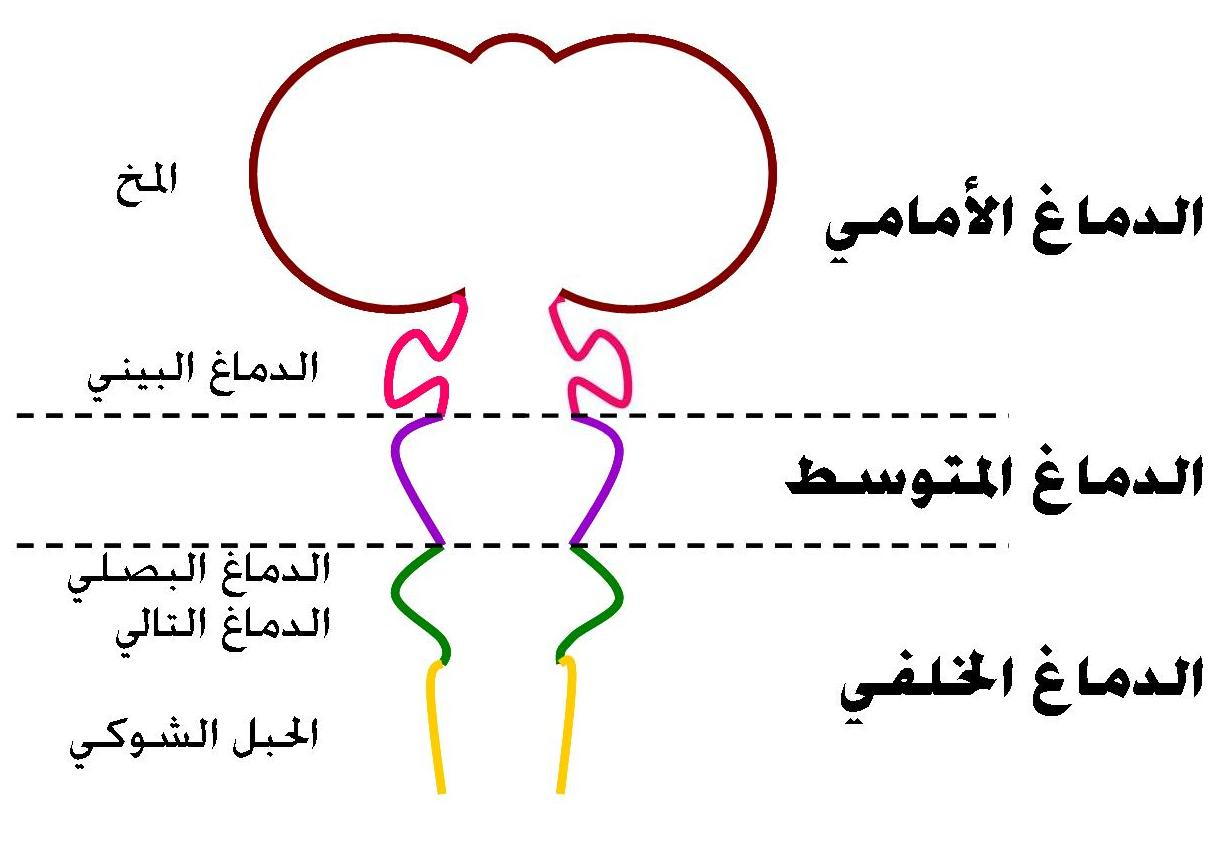
التكوين الجنيني للدماغ ويلاحظ الأقسام الرئيسية لدماغ الكائنات الفقارية

ينشأ الدماغ المتوسط أثناء الحياة الجنينية من الحويصلة الثانية للأنبوب العصبي، ويتطور الجزء الداخلي من هذه الحويصلة ليشكل التجويف الدماغي، وعلى عكس الدماغ الأمامي والدماغ الخلفي لا تحدث تقسيمات فرعية جديدة في الدماغ المتوسط خلال بقية فترة التطور العصبي، ولا تنقسم إلى مناطق دماغية أخرى، بينما ينقسم الدماغ الأمامي إلى جزئين لاحقًا.
تتكاثر الخلايا داخل الدماغ المتوسط خلال فترة التطور الجنيني باستمرار، وتحدث عملية الانقسام هذه بشكل أكبر في الناحية السفلية من الناحية العلوية. يضغط التمدد الخارجي للدماغ المتوسط على القناة الدماغية التي لا تزال في طور التشكل، ما قد يؤدي إلى انسداد جزئي أو كلي فيها، ويحدث استسقاء في الدماغ عند الجنين. يُشتق سقف الدماغ المتوسط خلال التطور الجنيني من الصفيحة العلوية للأنبوب العصبي.

## الوظيفة
يعتبر الدماغ المتوسط جزءًا من جذع الدماغ، وترتبط مادته الرمادية ارتباطًا وثيقًا بمسارات النظام الحركي للعقد الدماغية القاعدية. يعتبر الدماغ المتوسط البشري من البنى المشتركة مع الفقاريات القديمة. يلعب الدوبامين المنتج من العقد القاعدية ومنطقة السقيفة البطنية دورًا في الحركة وتنظيم الاستجابات والإثارة والتحفيز وغيرها من الوظائف المعرفية والإدراكية.
أظهرت التجارب على فئران المختبر التي تنتمي لسلالات اختيرت بشكل انتقائي بحيث يكون لديها دماغ متوسط كبير الحجم، أن الدماغ المتوسط يلعب أدوارًا هامة في نقل المعلومات المرتبطة بحواس الرؤية والسمع. تؤكد هذه التجارب على الوظائف الأساسية التي تؤديها بعض البنى الدماغية المشتركة بين الإنسان والحيوانات الفقارية.